# Медиапросвещение
Медиапросвещение (англ. media enlightenment) — термин применяемый в исследованиях средств массовой коммуникации для характеристики деятельности по распространению актуальных знаний в области медиа, осуществляемой как целенаправленно, так и стихийно и способствующей расширению возможностей аудитории во взаимодействии с медиасредой. В новейших исследованиях медиапросвещение рассматривается как широкое, многоуровневое распространение, продвижение актуальных знаний в области медиакультуры, развитие медиаграмотности, интеллектуальной независимости, в том числе при целенаправленном или стихийном участии средств массовой коммуникации и на их материале, не предполагающее каких-либо формальных процедур контроля.
В отличие от медиаобразования, медиапросвещение может являться как частью неформального образования, так и носить характер информального, случайного или несистемного обучения, выступая в одной из своих ипостасей:
- как составная часть неформального образования медиапросвещение характеризует наличие институционализированных, целенаправленных, комплексных, спланированных медиапросветительских программ. В этом значении термины «медиаобразование» и «медиапросвещение» могут употребляться как синонимы.
- как составная часть информального обучения медиапросвещение носит целенаправленный, спланированный, но не институциализированный характер.
- как составляющая часть случайного или несистемного обучения[2] медиапросвещение осуществляется в процессе коммуникации, не предназначенной для обучения: межличностного взаимодействия (в том числе технически опосредованного), взаимодействия с медиасредой.